# سكوت بورنس
سكوت بورنس (بالإنجليزية: Scott Z. Burns )‏ (و. 1962  م) هو كاتب سيناريو، ومخرج أفلام، ومنتج تلفزيوني، ومخرج، ومنتج بضائع أمريكي، ولد في غولدن فالي، مينيسوتا، بدأ مشواره المهني سنة 2006.

## التعليم
تعلم في جامعة منيسوتا.

## وصلات خارجية
- سكوت بورنس على موقع IMDb (الإنجليزية)
- سكوت بورنس على موقع ألو سيني (الفرنسية)
- سكوت بورنس على موقع أول موفي (الإنجليزية)
- سكوت بورنس على موقع بوكس أوفيس موجو (الإنجليزية)
- سكوت بورنس على موقع قاعدة بيانات الأفلام السويدية (السويدية)
- سكوت بورنس على موقع قاعدة بيانات الفيلم (الإنجليزية)
- سكوت بورنس على موقع كينوبويسك (الروسية)